# Al-Mutanabbi
Abū l-Ṭayyib Aḥmad ibn al-Ḥusayn, detto al-Mutanabbī (in arabo أبو الطيب احمد بن الحسين المتنبّي‎?; Kufa, 915 – 965), è stato un poeta arabo dell'era abbaside.
Abū l-Ṭayyib Aḥmad, detto al-Mutanabbī, deve il suo soprannome, con cui è comunemente noto, al-Mutanabbi, "il sedicente Profeta" a una disavventura patita a Ḥimṣ (Homs).
È considerato uno dei massimi esponenti della poesia araba classica.

## Biografia
Nacque a Kūfa, in Iraq, da padre acquaiolo; il poeta sostenne peraltro di discendere da una tribù sudarabica. Dimostrò subito una notevole intelligenza e frequentò la scuola dei nobili della città; quando compì 10 anni, abbandonò Kufa, poiché minacciata dai Carmati, e si rifugiò presso le tribù beduine del deserto. Ivi apprese l'arabo più puro (ʿarabiyya) alla perfezione, rimanendovi due anni. Al suo ritorno a Kufa nel 927 entrò forse in contatto con ambienti sciiti e carmati, acquisendo una visione pessimistica dell'esistenza.
Aspirando alla fama e alla ricchezza si dedicò completamente alla composizione di panegirici e nel 928 si recò a Baghdad.
Iniziò poi un pellegrinaggio nelle diverse città del Califfato abbaside, alla ricerca di un mecenate che ne sostenesse l'aspirazione artistica.
Nel 933 le fonti registrano la sua presenza a Homs, dove venne incarcerato con l'accusa di aver partecipato, se non addirittura guidato, un tentativo di rivolta carmata, in veste di sedicente profeta. Si proclamò innocente dell'accusa e venne liberato, ma ciò gli valse da allora il negativo epiteto di al-Mutanabbi (colui che si spaccia per profeta).
Dopo questo episodio, continuò a vagare alla ricerca di opportunità che gli permettessero di raggiungere la fama, ma dovette accontentarsi di entrare al servizio di vari esponenti della borghesia della regione siriana, finché non entrò in rapporto con il signore di Damasco, Badr b. ʿAmmār. Il sodalizio però s'interruppe dopo appena un anno e mezzo.
Attraversato un nuovo periodo di crisi, al-Mutanabbī fu introdotto nel 948 alla corte di Sayf al-Dawla, signore hamdanide di Aleppo (dal 947 al 967) sotto la cui protezione restò per 9 anni celebrando le gesta e le virtù dell'emiro hamdanide. Le poesie di questo periodo, note in arabo come Sayfiyyāt, sono ispirate alle campagne militari contro i Bizantini e i beduini e ai piccoli e grandi fatti di corte. Ad Aleppo vi erano altri poeti ufficiali e al-Mutanabbī entrò in rivalità con molti di essi; queste inimicizie lo misero a più riprese in cattiva luce, finché nel 957 egli dovette abbandonare la corte hamdanide e far ritorno a Damasco e da lì al Cairo, dove lo aspettava Kāfūr (Abū l-Misk Kāfūr al-Lābī, eunuco nero ed ex schiavo, reggente degli impuberi Ikhshididi egiziani Ūnūjūr e, poi, ʿAlī ibn al-Ikhshīd), cui egli aveva rivolto in precedenza una feroce invettiva (ḥijāʾ), ispirata da compiacenza nei confronti del suo protettore hamdanide.
Al-Mutanabbī rimase al Cairo 4 anni, coltivando la speranza di diventare governatore di Sidone, allora sotto dominio egiziano. I rapporti però andarono rapidamente peggiorando e al-Mutanabbī iniziò a dar segni di insofferenza. Dopo la morte di un alto ufficiale turco, Abū Shujāʾ Fātik, che lo aveva preso sotto la sua protezione, fu imprigionato. Approfittando della festa del sacrificio del 961 evase e prese la via del deserto, inseguito dagli emissari di Kāfūr. Attraversò l'Arabia e approdò finalmente in Iraq nei primi mesi del 962. Una sua celebre poesia descrive l'avventuroso viaggio e si conclude con un'impietosa satira del sovrano egiziano.
Si stabilì poi a Baghdad dove conobbe il vizir del califfo e vari letterati. Oramai noto, fu circondato da eruditi che si offrirono di trascrivere un'antologia delle sue opere (dīwān). Tra gli ammiratori si distingueva in particolare il grammatico Ibn Jinnī. Fu tuttavia bersaglio anche di numerose critiche da parte di un gruppo di detrattori, guidati dal Ṣāḥib b. ʿAbbād che gli rimproverava un'insufficiente conoscenza della grammatica e un'abitudine al plagio. Nel 965 fu invitato prima ad Arrajan e poi a Shiraz dal potente emiro buwayhide ʿAḍud al-Dawla. Nonostante l'ottima accoglienza ricevuta, ripartì nuovamente per Kufa. Nella sua città natale, tuttavia, non arrivò mai perché venne assassinato lungo la via del ritorno da presunti briganti.
La fama lo raggiunse prestissimo. Inizialmente la critica si divise: alcuni lo indicarono come un plagiario fin troppo criptico mentre chi lo apprezzò ne lodò la capacità linguistica e comunicativa e l'uso immaginifico della metafora quale figura retorica per eccellenza. Tuttavia, nel giro di due secoli, al-Mutanabbī conseguì un favore pressoché unanime e venne riconosciuto come poeta arabo per eccellenza, preferito persino ai poeti antichi.

## Opere
Dīwān.
Continuamente ristampato, il Dīwān è accompagnato generalmente da un commentario. Tra i più apprezzati vi è quello classico di al-Wāḥīdī, che è stato oggetto di un'edizione critica: Dīwān Abī l-Ṭayyib al-Mutanabbī wa fī aṯnāʾ matnihi sharḥ al-imām al-ʿallāma al-Wāḥidī / Mutanabbii carmina cum commentario Wahidii, ed. Friedrich Dietrici, Berolini (Berlin), 1861.